# تولاره (مدوجا)
تولاره (به صربی: Tulare) یک منطقهٔ مسکونی در صربستان است که در ناحیه یوبلانیکا واقع شده‌است.